# Giovanna Burlando
Giovanna Burlando (Génova, 20 de noviembre de 1969) es una deportista italiana que compitió en natación sincronizada. Ganó diez medallas en el Campeonato Europeo de Natación entre los años 1991 y 2000.

## Palmarés internacional
| Campeonato Europeo | Campeonato Europeo      | Campeonato Europeo | Campeonato Europeo |
| Año                | Lugar                   | Medalla            | Prueba             |
| ------------------ | ----------------------- | ------------------ | ------------------ |
| 1991               | Atenas (Grecia)         | Medalla de bronce  | Equipo             |
| 1993               | Sheffield (Reino Unido) | Medalla de bronce  | Equipo             |
| 1995               | Viena (Austria)         | Medalla de bronce  | Dúo                |
| 1995               | Viena (Austria)         | Medalla de bronce  | Equipo             |
| 1997               | Sevilla (España)        | Medalla de bronce  | Solo               |
| 1997               | Sevilla (España)        | Medalla de bronce  | Equipo             |
| 1999               | Estambul (Turquía)      | Medalla de bronce  | Solo               |
| 1999               | Estambul (Turquía)      | Medalla de bronce  | Dúo                |
| 1999               | Estambul (Turquía)      | Medalla de bronce  | Equipo             |
| 2000               | Helsinki (Finlandia)    | Medalla de plata   | Equipo             |